# Stanislav Kařízek
Stanislav Kařízek (* 1936) je bývalý český fotbalista, útočník.

## Fotbalová kariéra
V československé lize hrál za Spartak Motorlet Praha. Nastoupil ve 4 ligových utkáních a dal 1 gól.

## Ligová bilance
| Ročník                                   | Zápasy | Góly | Klub                   |
| ---------------------------------------- | ------ | ---- | ---------------------- |
| 1. československá fotbalová liga 1963/64 | 4      | 1    | Spartak Motorlet Praha |
| CELKEM 1. liga                           | 4      | 1    |                        |